# Dezideriu
Dezideriu nume de familie sau prenume masculin   răspândit cu precădere în țările apusene.

## Origine
Etimologia numelui provine din latină, Desiderius însemnând "cel dorit", "cel râvnit".

## Ziua onomastică
- 23 mai

## Variante
În franceză Didier, în italiană Desiderio, în maghiară Dezsõ (pronunță "Dejö"), preluat regional în limba română sub forma Dejeu.

## Personalități
- Sfântul Dezideriu (Saint Didier) (d. 606)
- Desiderius Erasmus, filosof din Rotterdam (1466–1536)
- Dezideriu Sîrbu (1919-1989), scriitor
- Dezideriu Varga (n. 1939), jucător de hochei
- Dezideriu Orban, primar al Târgu-Mureșului